# Canton de Roubaix-2
Le canton de Roubaix-2 est une circonscription électorale française du département du Nord créée par le décret du 17 février 2014. Il tient lieu de circonscription d'élection des conseillers départementaux et entre en vigueur lors des élections départementales de 2015.

## Histoire
Un nouveau découpage territorial du département du Nord entre en vigueur à l'occasion des premières élections départementales suivant le décret du 17 février 2014. Les conseillers départementaux sont, à compter de ces élections, élus au scrutin majoritaire binominal mixte. Les électeurs de chaque canton élisent au Conseil départemental, nouvelle appellation du Conseil général, deux membres de sexe différent, qui se présentent en binôme de candidats. Les conseillers départementaux sont élus pour 6 ans au scrutin binominal majoritaire à deux tours, l'accès au second tour nécessitant 12,5 % des inscrits au 1er tour. En outre la totalité des conseillers départementaux est renouvelée. Ce nouveau mode de scrutin nécessite un redécoupage des cantons dont le nombre est divisé par deux avec arrondi à l'unité impaire supérieure si ce nombre n'est pas entier impair, assorti de conditions de seuils minimaux. Dans le Nord, le nombre de cantons passe ainsi de 79 à 41.
Le canton de Roubaix-2 est formé de deux communes issues des anciens cantons de Lannoy (1 commune) et de Villeneuve-d'Ascq-Sud (1 commune) et d'une fraction de la commune de Roubaix. Il est entièrement inclus dans l'arrondissement de Lille. Le bureau centralisateur est situé à Roubaix.

## Représentation
| Période élective | Période élective | Mandat | Mandat           | Identité            | Nuance | Nuance | Qualité                                                                         |
| ---------------- | ---------------- | ------ | ---------------- | ------------------- | ------ | ------ | ------------------------------------------------------------------------------- |
| 2015             | 2021             | 2015   | 2021             | Henri Gadaut        |        | PS     | Technicien réseau EDF-GDF retraité Maire-adjoint de Wattrelos                   |
| 2015             | 2021             | 2015   | 2017 (démission) | Catherine Osson     |        | LREM   | Professeure des écoles Maire-adjointe de Wattrelos Députée LREM depuis 2017     |
| 2015             | 2021             | 2017   | 2021             | Soraya Fahem        |        | DVG    | Directrice de cabinet chargée des questions d’économie et d’emploi, Leers       |
| 2021             | 2028             | 2021   | en cours         | Benjamin Caillièret |        | DVG    | Chargé de projet insertion numérique, conseiller municipal délégué de Wattrelos |
| 2021             | 2028             | 2021   | en cours         | Soraya Fahem        |        | DVG    | Conseillère sortante                                                            |

### Résultats détaillés

#### Élections de mars 2015
À l'issue du 1er tour des élections départementales de 2015, deux binômes sont en ballottage : Roger Ackermann et Marie-Chantal Blain (FN, 43,23 %) et Henri Gadaut et Catherine Osson (PS, 28,06 %). Le taux de participation est de 38,88 % (18 831 votants sur 48 436 inscrits) contre 46,81 % au niveau départemental et 50,17 % au niveau national.
Au second tour, Henri Gadaut et Catherine Osson (PS) sont élus avec 52,72 % des suffrages exprimés et un taux de participation de 41,69 % (9 902 voix pour 20 191 votants et 48 436 inscrits).
Catherine Osson a été élue députée La République en marche ! de la 8e circonscription du Nord en juin 2017.
Spray Fahem a quitté le PS.

#### Élections de juin 2021
Le premier tour des élections départementales de 2021 est marqué par un très faible taux de participation (33,26 % au niveau national). Dans le canton de Roubaix-2, ce taux de participation est de 20,47 % (9 765 votants sur 47 713 inscrits) contre 30,39 % au niveau départemental. À l'issue de ce premier tour, deux binômes sont en ballottage : Marie-Chantal Blain et Philippe Lambilliotte (RN, 30,22 %) et Benjamin Caillièret et Soraya Fahem (DVG, 21,59 %).
Le second tour des élections est marqué une nouvelle fois par une abstention massive équivalente au premier tour. Les taux de participation sont de 34,36 % au niveau national, 31,01 % dans le département et 22,27 % dans le canton de Roubaix-2. Benjamin Caillièret et Soraya Fahem (DVG) sont élus avec 61,37 % des suffrages exprimés (5 998 voix pour 10 621 votants et 47 701 inscrits),,.

## Composition
| Nom                             | Code Insee | Intercommunalité              | Superficie (km2) | Population (dernière pop. légale)                | Densité (hab./km2) | Modifier                                    |
| ------------------------------- | ---------- | ----------------------------- | ---------------- | ------------------------------------------------ | ------------------ | ------------------------------------------- |
| Roubaix (bureau centralisateur) | 59512      | Métropole européenne de Lille | 13,23            | Fraction : 22 276 (2022) Commune : 99 507 (2022) | 7 521              | modifier les données · modifier les données |
| Leers                           | 59339      | Métropole européenne de Lille | 5,40             | 9 555 (2022)                                     | 1 769              | modifier les données · modifier les données |
| Wattrelos                       | 59650      | Métropole européenne de Lille | 13,44            | 40 881 (2022)                                    | 3 042              | modifier les données · modifier les données |
| Canton de Roubaix-2             | 5933       |                               |                  | 72 712 (2022)                                    |                    | modifier les données                        |

Le canton de Roubaix-2 comprend :
1. Deux communes entières ;
2. La partie de la commune de Roubaix non incluse dans le canton de Roubaix-1.

## Démographie
En 2022, le canton comptait 72 712 habitants, en évolution de −0,8 % par rapport à 2016 (Nord : +0,51 %, France hors Mayotte : +2,11 %).
| 2013   | 2018   | 2022   |
| ------ | ------ | ------ |
| 73 930 | 72 827 | 72 712 |